# Ménévillers
Ménévillers ist eine französische Gemeinde mit 103 Einwohnern (Stand 1. Januar 2022) im Département Oise in der Region Hauts-de-France (vor 2016 Picardie). Sie gehört zum Arrondissement Clermont und zum Kanton Estrées-Saint-Denis (bis 2015 Maignelay-Montigny). 

## Geographie
Ménévillers liegt etwa 35 Kilometer westnordwestlich von Compiègne. Umgeben wird Ménévillers von den Nachbargemeinden Montgérain im Norden und Nordwesten, Méry-la-Bataille im Osten und Nordosten, Wacquemoulin im Süden und Osten, Montiers im Südwesten sowie Saint-Martin-aux-Bois im Westen.

## Bevölkerungsentwicklung
| Jahr                      | 1962 | 1968 | 1975 | 1982 | 1990 | 1999 | 2006 | 2013 |
| Einwohner                 | 112  | 92   | 85   | 65   | 61   | 77   | 94   | 110  |
| Quelle: Cassini und INSEE |      |      |      |      |      |      |      |      |

## Sehenswürdigkeiten

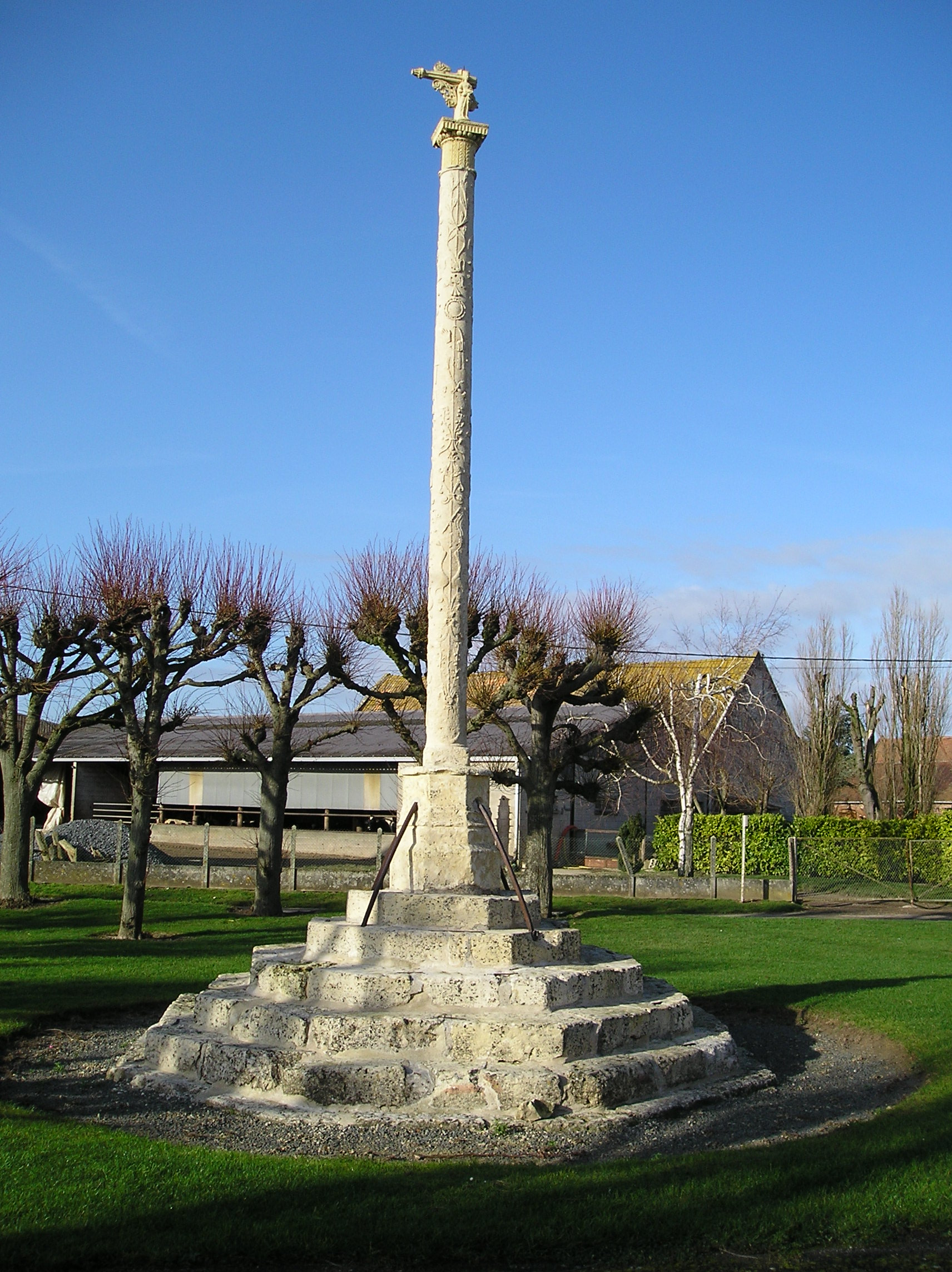
Großes Steinkreuz

Siehe auch: Liste der Monuments historiques in Ménévillers
- Kirche Saint-Léonard
- Steinkreuz aus dem 16. Jahrhundert, Monument historique seit 1896